# Двухцветные кожаны
Двухцветные кожаны (лат. Vespertilio, дословно «летучая мышь») — род млекопитающих отряда рукокрылых.

## Описание

### Внешний вид
На спине на тёмном фоне заметны светлые кончики волос. Из-за них род получил своё название.

### Распространение
Обитают в умеренном поясе Евразии. В России встречаются оба вида: двухцветный кожан (Vespertilio murinus) в лесной и степной зонах. Восточный кожан (Vespertilio superans) — на юге Дальнего Востока. Первый вид проделывает сезонные миграции на большие расстояния.

## Систематика
Этот род могут понимать более широко и включать в него кожанов и нетопырей (всего примерно 100 видов).